# Zeta Microscopii
Zeta Microscopii (44 Microscopii) é uma estrela na direção da constelação de Microscopium. Possui uma ascensão reta de 21h 02m 57.97s e uma declinação de −38° 37′ 52.3″. Sua magnitude aparente é igual a 5.32. Considerando sua distância de 115 anos-luz em relação à Terra, sua magnitude absoluta é igual a 2.58. Pertence à classe espectral F3V.